# Dwór w Pieszycach
Dwór w Pieszycach – zabytkowy dwór wybudowany w  1580 r., w miejscowości Pieszyce.

## Historia
Zabytek, obecnie dom mieszkalny, jest częścią zespołu zamkowego, w skład którego wchodzą jeszcze: park z XVII w., XVIII-XX w.; zabudowania dawnego podzamcza, w skład którego wchodzą: dom, pl. Zamkowy 3 z połowy XVII w., 1818 r.; budynek gospodarczy, obok domu nr 3 z pierwszej połowy XVI w., 1818 r.; brama na dziedziniec gospodarczy z początku XVIII w.;  mury obronne z XVII w.